# Полулях Олександр Данилович
Полулях Олександр Данилович (народ. 14 лютого 1947 р., с. Нововідрадне, Крим) — український вчений, гірничий інженер-збагачувач, закінчив Дніпропетровський гірничий інститут в 1970 р., доктор технічних наук (1996), працює в гірничому університеті з 1995 р. Головний науковий співробітник ВП УкрНДІвуглезбагачення НТЦ «Вуглеіновації».

## Біографія
Полулях Олександр Данилович, народився 14 лютого 1947 в с. Нововідрадне, Ленінського району Кримської обл. в рибальській сім'ї.
У 1962 р. закінчив Ново-Відраднинську восьмирічну школу, в 1965 р. — Керчинську загальноосвітню середню школу-інтернат № 2.
З 1965 р. — студент Дніпропетровського гірничого інституту ім. Артема, який закінчив в 1970 р. за фахом гірничий інженер-технолог зі збагачення корисних копалин.
З 1970 по 1972 р.р. проходив службу в лавах Радянської армії на посаді командира взводу, роти.
З 1972 по 2015 р.р. працював в Українському науково-дослідному і проектно-конструкторському інституті по збагаченню та брикетуванню вугілля («УкрНДІвуглезбагачення») на посадах молодшого, старшого і провідного наукового співробітника, начальника науково-дослідної лабораторії, відділу.
З червня 2018 року — головний науковий співробітник цього ж Інституту.
З 1985 р. в Дніпропетровському гірничому інституті захистив кандидатську дисертацію за темою «Інтенсифікація мокрого просівання вугілля на гідрогрохотах з нерухомою просіюючою поверхнею», в 1996 р. в Національній гірничій академії України — докторську дисертацію по темі «Наукові основи гідрогрохочення і створення енергозберігаючої технології підготовки машинних класів при збагаченні вугілля».
У 2001 р. присвоєно вчене звання старшого наукового співробітника за спеціальністю 05.15.08 «Збагачення корисних копалин»; в 2005 р. — доцента по кафедрі збагачення корисних копалин Національної гірничої академії України; в 2006 р. — професора по цій же кафедрі.
У період з 2002 по 2011 р.р., за сумісництвом, займався викладацькою діяльністю в Національному гірничому університеті на посадах доцента, професора кафедри збагачення корисних копалин.
Член ГРОМАДСЬКОЇ ОРГАНІЗАЦІЇ «ТОВАРИСТВО УКРАЇНСЬКИХ ВУГЛЕЗБАГАЧУВАЛЬНИКІВ»

## Науковий доробок
Станом на 01.06.2019 р. Полулях Олександр Данилович має 364 наукових праці, в тому числі 19 книг і монографій, 296 наукових публікацій, 49 авторських свідоцтв і патентів.
Брав участь і виступав з доповідями на XIV-XVIII Конгресах по збагаченню вугілля.
Основні наукові праці:
- Жовтюк Г. В., Беринберг З. Ш., Соснов К. А., Мехальчишин В. С., Полулях А. Д. Реко-мендации по применению агрегатной установки гидрогрохотов с неподвижной просеиваю-щей поверхностью и грохотов типа ГИСЛ в узлах подготовительного грохочения углей. — Луганск: Укрнииуглеобогащение, 1980. — 45 с.
- Жовтюк Г. В., Беринберг З. Ш., Мехальчишин В. С., Полулях А. Д., Бондаренко А. А. Гидрогрохочение углей и внедрение нового способа обесшламливания перед обогащением. — М.: ЦНИЭИуголь,1989. — 41 с.
- Булава Ю. И., Полулях А. Д. Гидрогрохочение и обесшламливание при обогащении углей. — Днепропетровск: «Полиграфист», 2000. — 175 с.
- Полулях А. Д. Технологические регламенты углеобогатительных фабрик: справочно-информационное пособие. — Днепропетровск: из-во НГУ, 2002. — 855 с.
- Гарус В. К., Грачев О. В., Пожидаев В. Ф., Полулях А. Д. Формализация результатов разделительных процессов в углеобогащении. — Луганск: из-во ВНУ им. Даля, 2003. — 176 с.
- Пожидаев В. Ф., Полулях А. Д., Ходос С. Н. Вероятностные модели процессов грохочения. — Луганск: из-во ВНУ им. Даля, 2003—136 с.
- Пілов П. І., Полулях О. Д., Гаєвий В. В., Салова О. В. Методичні вказівки до лаборато-рного практикуму з дисципліни «Підготовчі процеси збагачення корисних копалин». — Дніп-ропетровськ, НГУ, 2003. — 22 с.
- Пожидаев В. Ф., Полулях А. Д., Томилин В. Б. Обогащение и классификация углей в гидро-циклонах: учебное пособие. — Луганск: из-во ВНУ им. Даля, 2004. — 176 с.
- Полулях А. Д., Чмилев В. И., Ищенко О. В., Полулях Д. А. Энергетическая интерпретация гравитационных разделительных процессов зернистых сред при обогащении полезных ископаемых: монография. — Луганск: из-во ВНУ им. Даля., 2006. — 143 с.
- Курченко И. П., Бевзенко Б. Ф., Нищеряков А. Д., Полулях А. Д. Исследование клас-сификации угольных шламов в гидроциклонах: учебное пособие. — Луганкс: изд-во ВНУ им. Даля, 2006. — 216 с.
- Скляр П. И., Берлін А. М., Полулях О. Д. та [інші] СОУ 10.1.00185755-004:2006 Ти-повий технологічний регламент вуглезбагачувального підприємства. — К.: Мінвуглепром України, 2006. — 46 с.
- Полулях А. Д., Пилов П. И., Егурнов А. И. Практикум по расчетам качественно-количественных и водно-шламовых схем углеобогатительных фабрик. — Днепропетровск: из-во НГУ, 2007. — 504 с.
- Полулях А. Д. Гидрогрохочение углей: монография. — Днепропетровск: ПП Шеве-лев Е. А., 2010. — 326 с.
- Полулях А. Д., Пилов П. И., Егурнов А. И., Полулях Д. А. Практикум по технолого-экологическому инжинирингу при обогащении полезных
- Полулях А. Д., Пилов П. И., Егурнов А. И., Полулях Д. А. Технолого-экологический инжиниринг при обогащении полезных ископаемых: учебное пособие. — Днепропетровск: из-во НГУ. — 2012. — 713 с.
- Полулях А. Д., Берлин А. М., Перерва А. Ю. и [др.] Обогащение углей с применением пневматических сепараторов: монография. — Днепропетровск: из-во НГУ, 2014. — 510 с.
- Полулях А. Д., Полулях Д. А. Практикум по расчету норм показателей качества угля, добываемого шахтами: учебн. пособие. — Днепропетровск: из-во НГУ, 2016—144с.
- Полулях А. Д., Бучатский А. С., Выродов С. А., Полулях Д. А. — Обогащение угля в магнетитовой суспензии: монография. — Днепропетровск: из-во НГУ. — 2016. — 512 с.
- Полулях А. Д., Полулях Д. А. Грохочение угля: монография. — Днепропетровск: из-во НГУ, 2017. — 352 с.

## Нагороди і відзнаки
Нагороджений нагрудними знаками «Шахтарська слава» III, II і I ступеня, «Шахтарська доблесть» III і II ступеня, «Шахтарська гвардія».